# Ram 1500 REV
Ram 1500 Revolution Electric Vehicle (REV) — электромобиль на базе RAM Pickup, официально представленный в январе 2023 года. Продажи ожидаются в 2024 году.

## История
В июле 2021 года компания Stellantis объявила о продолжении разработки электромобилей на базе полноразмерных пикапов RAM в рамках Stellantis EV DAY 2021. Продажи запланированы на 2024 год.
В январе 2023 года на выставке Consumer Electronics Show был представлен концепт-кар RAM Revolution. Компания Stellantis утверждала, что автомобиль будет выпускаться на платформе STLA.
В феврале 2023 года на матче Супербоул LVII был показан рекламный ролик «Преждевременная эякуляция», в которой упоминались возможные препятствия для электромобилей. В ролике участвовал канадско-американский актёр Джейсон Джонс. Также в ролике был показан предсерийный автомобиль, близкий по габаритам к RAM Pickup. Конкурентами являются Chevrolet Silverado EV  и Ford F-150 Lightning. Запас хода составляет 800 км.
Планируется также производство модификации с ДВС.